# دينيس ماكلين
دينيس ماكلين (بالإنجليزية: Denis McLean)‏ هو أستاذ جامعي ودبلوماسي وكاتب نيوزيلندي، ولد في 18 أغسطس 1930 في نيبيار في نيوزيلندا، وتوفي في 30 مارس 2011.